# Bobby Ryan
Bobby Ryan (* 17. März 1987 in Cherry Hill, New Jersey als Robert Shane Stevenson) ist ein ehemaliger US-amerikanischer Eishockeyspieler, der im Verlauf seiner aktiven Karriere zwischen 2003 und 2021 unter anderem 917 Spiele in der National Hockey League bestritten hat. Der rechte Flügelstürmer war zunächst von Juli 2013 bis September 2020 bei den Ottawa Senators aktiv, kurzzeitig bei den Detroit Red Wings sowie davor knapp sechs Jahre bei den Anaheim Ducks, die ihn im NHL Entry Draft 2005 an zweiter Gesamtposition ausgewählt hatten. Mit der Nationalmannschaft der USA gewann Ryan bei den Olympischen Winterspielen 2010 die Silbermedaille.

## Karriere

### Jugend

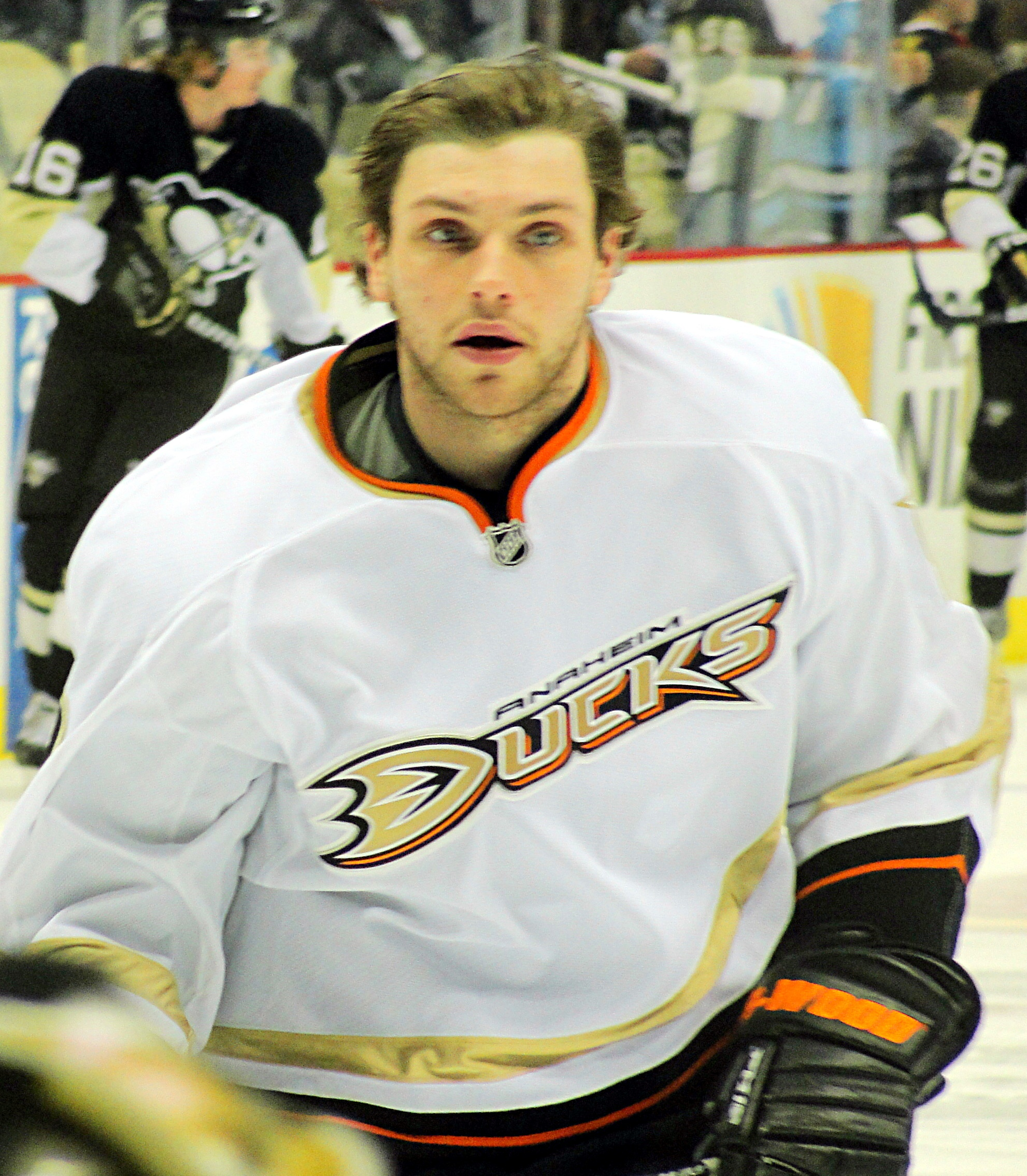
Ryan im Trikot der Anaheim Ducks (2012)

Bereits seit Kindesalter an spielte Bobby Ryan Eishockey; zuerst auf öffentlichen Anlagen in Philadelphia, später in diversen Jugendvereinen. Sein Vater Bob Stevenson, der eine Versicherungsgesellschaft besaß, verletzte im Oktober 1997 bei einer alkoholbedingten Gewalthandlung seine Ehefrau Melody Stevenson schwer. Zuvor hatte Bobby Ryan mit seinem Vater ein Eishockeyspiel der Philadelphia Flyers besucht. Nach seiner Rückkehr nach Hause traf Bob ein paar Freunde und trank ein paar Bier. Er bezichtigte seine Frau des Drogenmissbrauchs, was sie stets bestritt.
Die US-Justiz erhob gegen Bob Stevenson Anklage wegen versuchten Mordes, woraufhin sich dieser nach El Segundo, Südkalifornien absetzte, um der Strafverfolgung zu entkommen. Seine Ehefrau hingegen blieb mit ihrem Sohn und wollte keine Anzeige gegen ihren Mann erstatten. Später im selben Jahr zogen beide nach Südkalifornien, wo sich Vater Bob rechtsgültig in Bob Ryan hatte umbenennen lassen. Somit wurde aus Bobby Stevenson ebenfalls Bobby Ryan. Nachdem Ryan, der zuhause unterrichtet wurde, mehrere Jahre im Juniorenprogramm der Los Angeles Kings gespielt hatte, kam es im Jahr 2000 zu einer erneuten familiären Krise. Im Februar des Jahres stürmten mehrere US Marshals die Wohnung der Ryans in Hermosa Beach und nahmen den Vater fest. Im anschließenden Prozess bekannte er sich der schweren Körperverletzung schuldig und wurde zu einer Gefängnisstrafe von vier Jahren verurteilt.
In der OHL Priority Selection 2003 wurde Bobby Ryan in der ersten Runde an siebter Position von den Owen Sound Attack ausgewählt. Ab der Saison 2003/04 spielte Bobby Ryan professionelles Junioreneishockey in der Ontario Hockey League für die Owen Sound Attack, bei denen er die Rückennummer 9 trug. Während dieser Zeit zeigte sich immer mehr das Potenzial und Talent Ryans, sodass dieser 2005 letztlich an zweiter Stelle von den Mighty Ducks of Anaheim im NHL Entry Draft 2005 ausgewählt wurde. In seinen insgesamt vier Jahren bei den Attack erzielte Bobby Ryan 133 Tore und gab weitere 192 Vorlagen für 325 Punkte bei 210 Strafminuten. Dies alles erzielte er in 249 Spielen. In den Playoffs erzielte er in insgesamt 30 Spielen neun Tore und 17 Assists für 26 Punkte. Demgegenüber standen für Ryan ebenfalls 26 Strafminuten zu Buche.

### Anaheim Ducks
Nachdem Ryan bereits in der Saison 2005/06 19 Spiele für die Portland Pirates, das AHL-Partnerteam der Mighty Ducks, in den Playoffs bestritt, in denen er auf insgesamt acht Punkte kam – darunter ein Tor –, wurde er auch in der darauffolgenden Saison zeitweise in der American Hockey League eingesetzt, wobei er in acht Spielen drei Treffer und sechs Vorlagen verbuchte. Im März 2006 unterzeichnete er einen Einstiegsvertrag über drei Jahre bei den Mighty Ducks of Anaheim. Ab der Saison 2006/07 besaß Bobby Ryan einen Stammplatz im Kader der Pirates und erzielte in der Saison 2007/08 in 48 Spielen 49 Punkte, 21 Treffer und 28 Vorlagen. Ebenfalls während dieser Saison wurde Ryan erstmals bei den Anaheim Ducks eingesetzt und kam so auf insgesamt 23 Spiele in der NHL, in denen er fünf Treffer und fünf Vorlagen erzielte. Seinen ersten NHL-Treffer erzielte der rechte Flügelstürmer am 29. September 2007 im Saisoneröffnungsspiel der Ducks gegen die Los Angeles Kings in London zum zwischenzeitlichen 1:3 (Endstand 1:4). Damit gelang Ryan als einem der wenigen Spieler direkt in seiner ersten NHL-Begegnung ein Treffer.

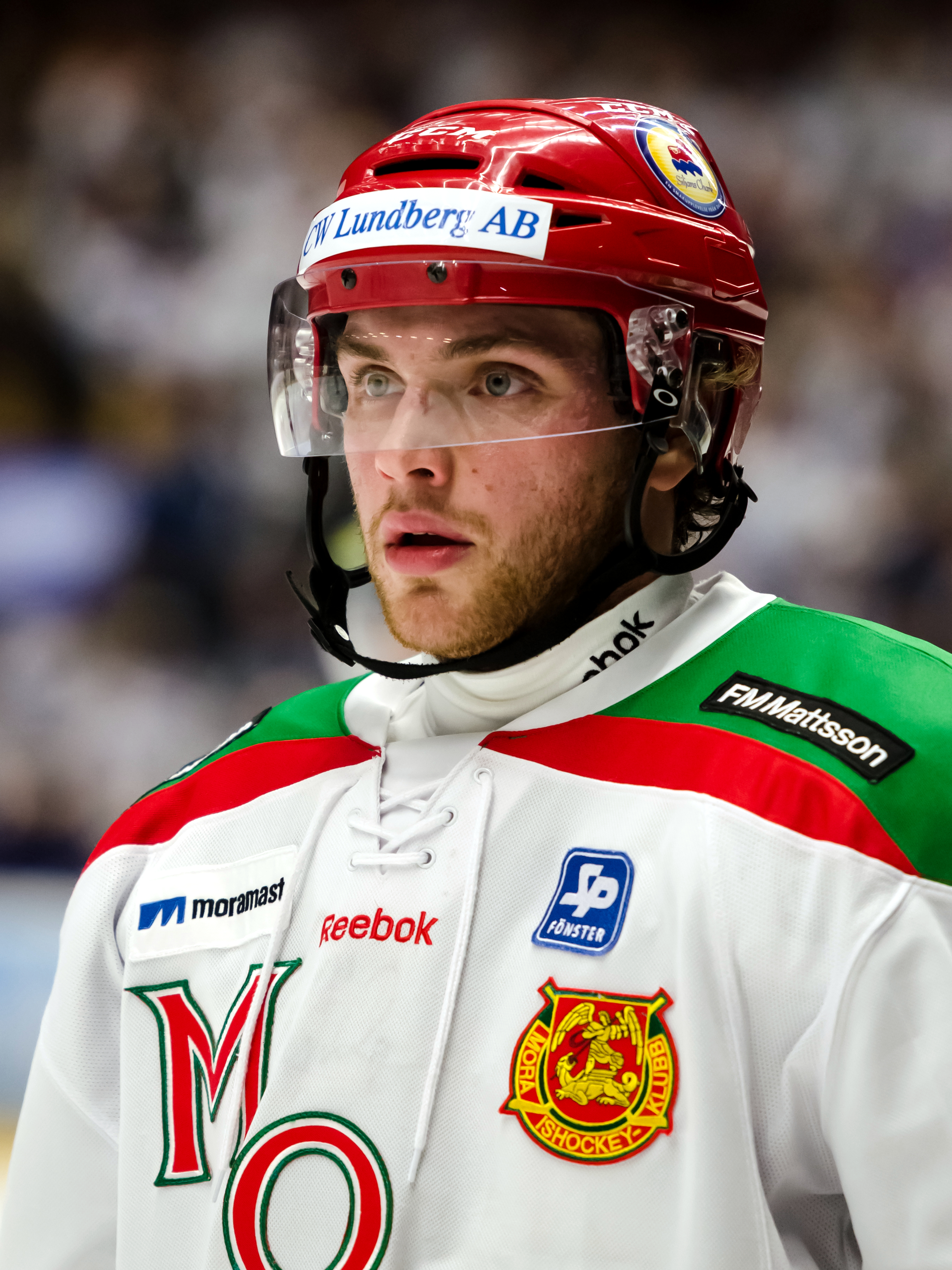
Ryan als Spieler des Mora IK (2012)

Nach der Saison 2009/10 lief der Kontrakt des Stürmers in Anaheim aus und Ryan wurde zum restricted Free Agent. Seine Rechte hielten weiterhin die Anaheim Ducks, da diese ihm am 28. Juni 2010 ein Qualifikationsangebot vorgelegt hatten. Am 1. Juli 2010, dem ersten Tag, als er zum eingeschränkt freien Spieler wurde, verkündete General Manager Bob Murray, dass dem Angreifer ein Vertragsangebot für fünf Jahre mit einer Gehaltssumme von rund fünf Millionen US-Dollar pro Jahr unterbreitet wurde. Ryan weigerte sich jedoch diesen zu unterschreiben, ebenso wies er eine Offerte für vier Jahre mit derselben Gehaltssumme zurück. Die Vertragsverhandlungen zogen sich in die Länge, da Ryan darauf bestand in der ersten Reihe gemeinsam mit Ryan Getzlaf und Corey Perry zu spielen und die Garantie zu erhalten, dass die beiden längerfristig in Anaheim bleiben möchten. General Manager Bob Murray ließ sich ungeachtet der Rückschläge nicht von seinem Vorhaben abhalten und bestand auf eine langfristige Vertragsbindung des US-Amerikaners. Dieser war jedoch zunächst nur bereit einen kurzfristigen Kontrakt abzuschließen. Ryan erklärte, dass er die Ducks nicht verlassen möchte und nannte die Uneinigkeit über die Laufzeit des Kontrakts als ausschlaggebendes Kriterium, sodass sich die Verhandlungen über mehrere Monate hinzogen. Mögliche Angebote anderer Teams lehnte er ab und informierte seinen Berater, dass er nicht auf diese eingehen würde. Bob Murray bekräftigte, dass die Kalifornier den Stürmer nicht in einem Tauschhandel abgeben würden.
Im Falle einer möglichen Offer Sheet, eine Art Vertragsangebot, verkündete Murray, dass er jegliche Angebote eines NHL-Teams gleichziehen würde, um Ryan im Kader der Kalifornier zu halten. Erst am 14. September 2010 einigte sich Ryan auf einen Fünfjahresvertrag mit den Kaliforniern. Während dieser Zeit wurde dem US-Amerikaner eine Gehaltssumme von insgesamt 25,5 Millionen US-Dollar zugesichert. In seinem ersten Vertragsjahr belief sich sein Gehaltsvolumen auf etwa 3,25 Millionen US-Dollar und in den folgenden vier Spielzeiten auf jeweils 5.625.500 US-Dollar pro Vertragsjahr. Im Sommer 2010 hatten unter anderem die Toronto Maple Leafs Interesse an einer Verpflichtung des Angreifers bekundet. Diese hatten sich bereits im September 2008 um den Angreifer bemüht und ihn versucht in einem Transfergeschäft nach Toronto loszueisen. Den Lockout der Saison 2012/13 verbrachte er beim Mora IK in der schwedischen Allsvenskan.

### Ottawa und Detroit
Im Juli 2013 wurde Ryan schließlich im Austausch für Jakob Silfverberg, Stefan Noesen und ein Erstrunden-Wahlrecht im NHL Entry Draft 2014 zu den Ottawa Senators transferiert. Dort unterzeichnete er im Oktober 2014 einen neuen Vertrag, der ihm mit Beginn der Saison 2015/16 in den nächsten sieben Spielzeiten ein durchschnittliches Jahresgehalt von 7,25 Millionen US-Dollar einbringen soll. Mit den Senators erreichte er in den Playoffs 2017 das Conference-Finale, unterlag dort allerdings knapp mit 3:4 dem späteren Sieger aus Pittsburgh. Am Ende der Spielzeit 2019/20 erhielt der US-Amerikaner die Bill Masterton Memorial Trophy in Anerkennung dafür, dass er seine Alkoholkrankheit öffentlich machte und sich während der Saison erfolgreich einer Entwöhnungstherapie unterzogen hatte. Dennoch entschlossen sich die Senators im September 2020, ihm seine verbleibenden zwei Vertragsjahre auszubezahlen (buy-out), sodass er sich seither auf der Suche nach einem neuen Arbeitgeber befand. Diesen fand er im Oktober 2020 in den Detroit Red Wings, bei denen er einen Einjahresvertrag unterzeichnete. Danach trat der Stürmer im Profibereich nicht mehr in Erscheinung.

### International
In seiner Zeit als Juniorenspieler bestritt er für die US-amerikanische Mannschaft die Junioren-Weltmeisterschaft 2006. Mit der A-Nationalmannschaft nahm er in der Folge an den Olympischen Winterspielen 2010 teil und unterlag dort im Endspiel den gastgebenden Kanadiern, sodass das Team die Silbermedaille gewann. Darüber hinaus vertrat er sein Heimatland zwei Jahre später bei der Weltmeisterschaft 2012, die die Mannschaft auf dem siebten Platz beendete.

## Erfolge und Auszeichnungen
| - 2004 OHL Second All-Rookie-Team - 2005 Teilnahme am CHL Top Prospects Game - 2005 OHL Second All-Star Team - 2008 Teilnahme am AHL All-Star Classic - 2008 AHL All-Rookie-Team | - 2009 NHL-Rookie des Monats Januar - 2009 NHL All-Rookie-Team - 2015 Teilnahme am NHL All-Star Game - 2020 Bill Masterton Memorial Trophy |

### International
- 2010 Silbermedaille bei den Olympischen Winterspielen

## Karrierestatistik

### International
Vertrat die USA bei:
- U20-Junioren-Weltmeisterschaft 2006
- Olympischen Winterspielen 2010
- Weltmeisterschaft 2012

(Legende zur Spielerstatistik: Sp oder GP = absolvierte Spiele; T oder G = erzielte Tore; V oder A = erzielte Assists; Pkt oder Pts = erzielte Scorerpunkte; SM oder PIM = erhaltene Strafminuten; +/− = Plus/Minus-Bilanz; PP = erzielte Überzahltore; SH = erzielte Unterzahltore; GW = erzielte Siegtore; 1 Play-downs/Relegation; Kursiv: Statistik nicht vollständig)